# Паметник на Георги Бенковски (Костина)
Паметникът на Георги Бенковски е въздигнат в местността Костина, на лобното място на войводата.
Официално паметникът е открит на 25 май 1908 г. Построен е от благотворителен комитет „Г. Бенковски“. Паметникът е разположен на 3 км южно от квартал „Костина“ на село Рибарица в м. Костина. На това място на 15 май 1876 г. войводата е предаден и убит при засада в момента на прехвърляне през река Костина.
Всяка година на 25 май в местността се провеждат тържества в памет на загиналите. Актьори от местното население пресъздават събитията, разиграли се непосредствено преди смъртта на Георги Бенковски. Тържествата за пръв път се провеждат по инициатива на пионера в залесяването Нейко Азманов от град Копривщица.
В този район се намира и Кървавото кладенче, в което убийците на войводата измиват отсечената му глава.